# Almalı (Qax)
Almalı è un comune dell'Azerbaigian situato nel distretto di Qax. Conta una popolazione di 1 883 abitanti.